# Euproctis lyonia
Euproctis lyonia är en fjärilsart som beskrevs av Swinhoe 1904. Euproctis lyonia ingår i släktet Euproctis och familjen tofsspinnare. Inga underarter finns listade i Catalogue of Life.